# Lennépark we Frankfurcie nad Odrą

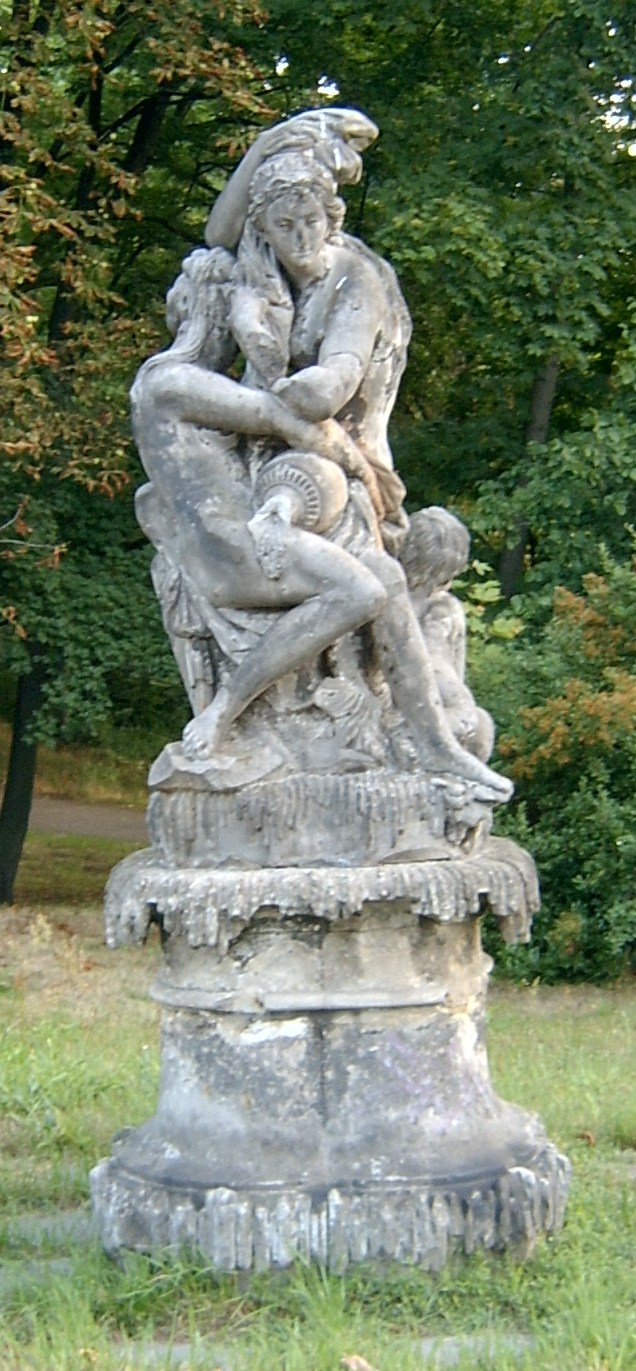
Grupa figur mitologicznych

Lennépark we Frankfurcie nad Odrą – największy park we  Frankfurcie nad Odrą, noszący imię swojego architekta – Petera Josepha Lenné (1789–1866).

## Opis
Ten urządzony w angielskim stylu park jest drugim najstarszym parkiem publicznym w Niemczech (po Theresienstein w Bawarii). Decyzję o jego urządzeniu wydał w 1833 ówczesny nadburmistrz miasta Johann Gottlieb Lehmann.

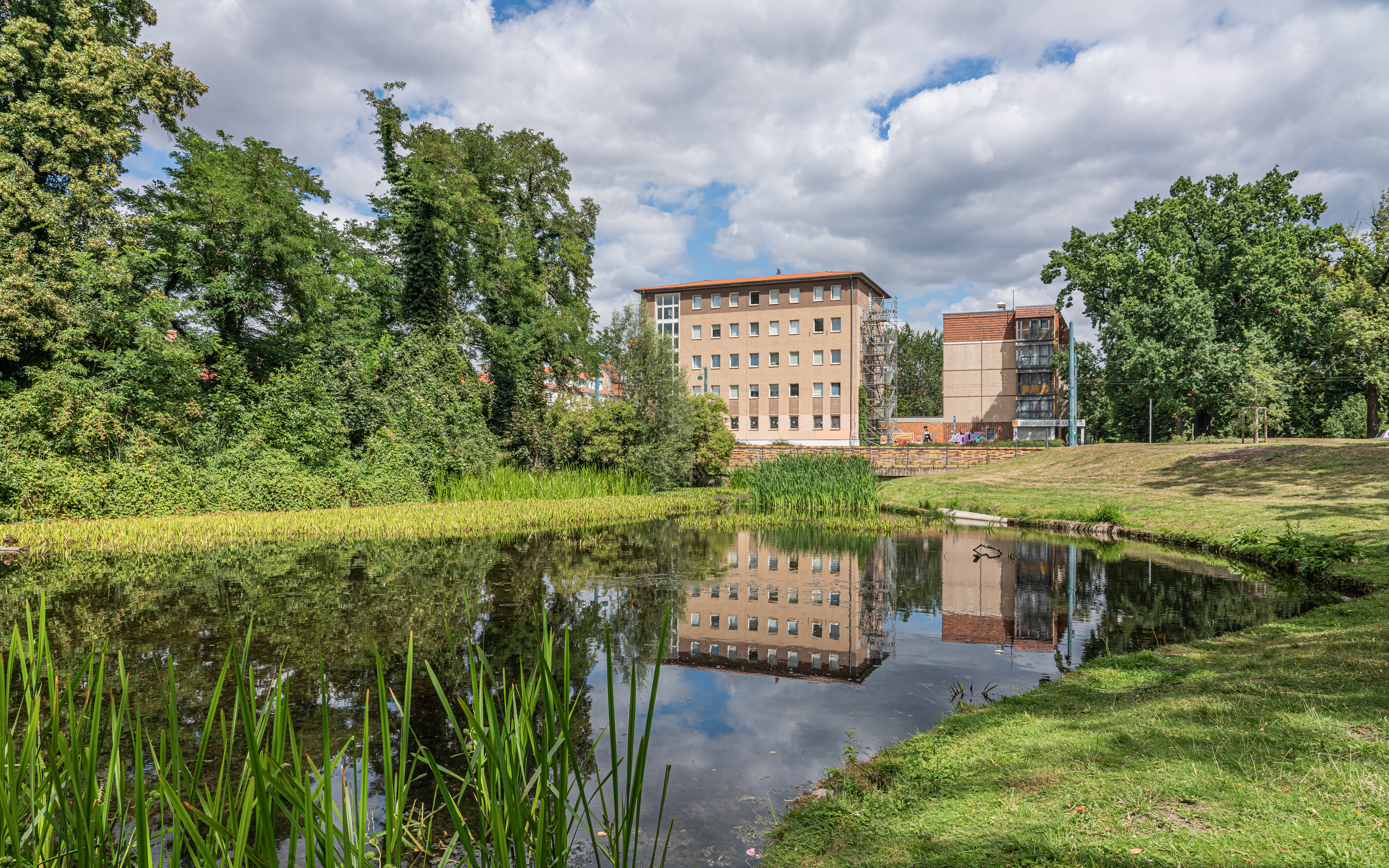

Zajmuje 8,9 ha powierzchni, ma ok. 900 m długości i ok. 95 m szerokości. Na jego obszarze znajduje się sztuczny wodospad, fontanny i dziesiątki rzeźb lub pomników, m.in.:
- pomnik Karola Marksa,
- pomnik nagiego chłopca.

Od zachodu i północy ogranicza go Halbe Stadt, od wschodu – Karl-Marx-Straße, ulica An der alten Universität i Wollenweberstraße, zaś od południa – Heilbronner Straße. Przez park przechodzi Rosa-Luxemburg-Straße. 
Od 18 listopada 1976 Lennépark we Frankfurcie nad Odrą jest zabytkiem chronionym prawnie.